# Guaraná (üdítőital)

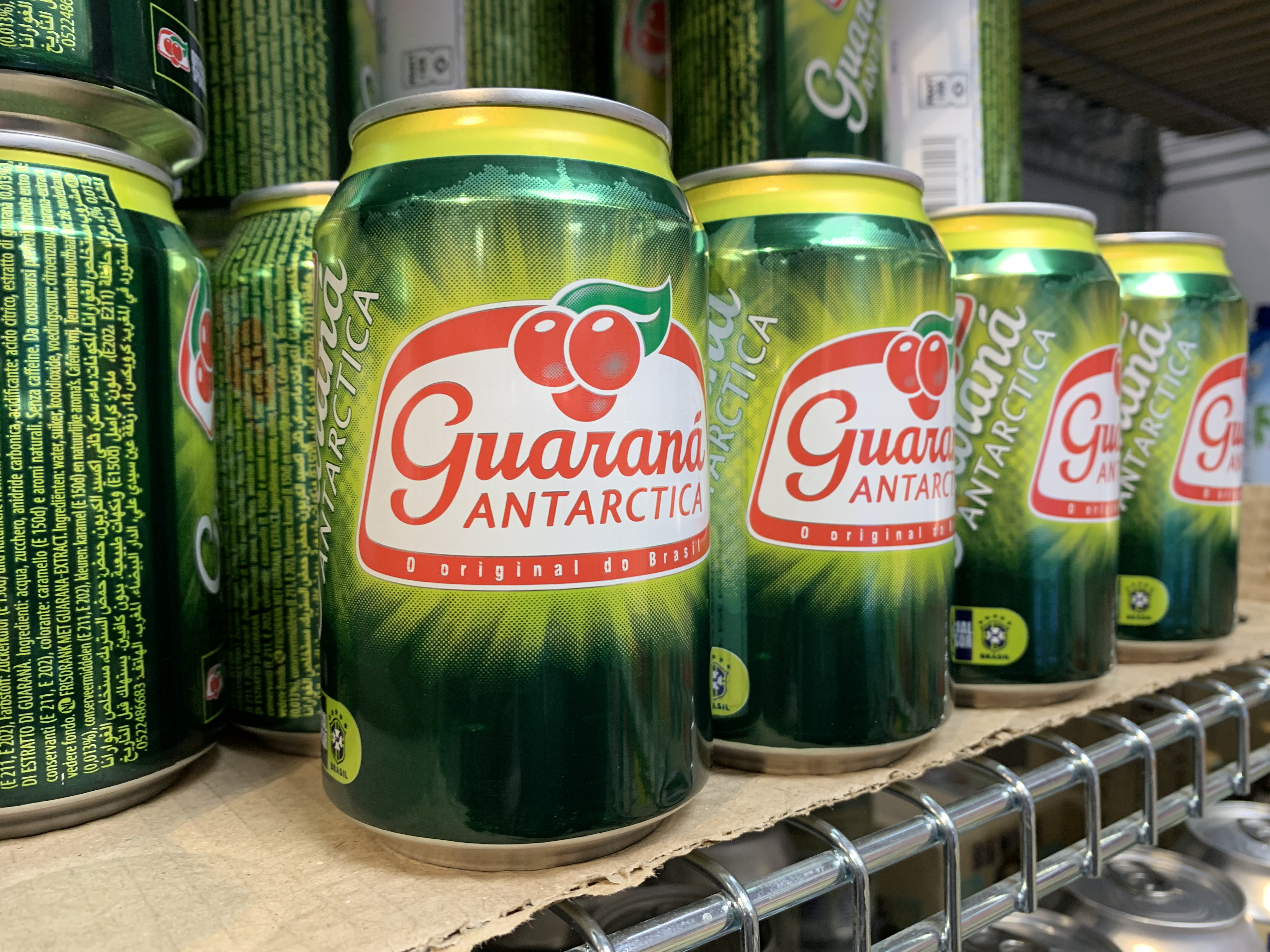
Guaraná Antarctica

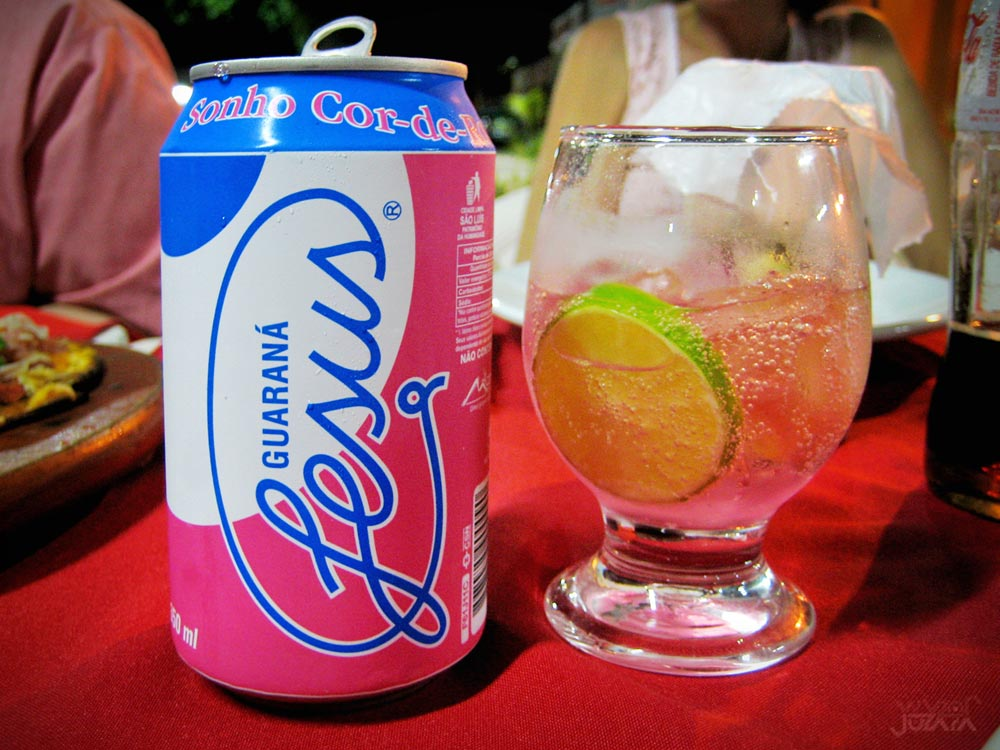
Guaraná Jesus

A guaraná egy szénsavas üdítőital, amelynek egyik összetevője a guarana termése. Brazília legnépszerűbb üdítőitalának számít, hasonló népszerűségnek örvend, mint Európában és Észak-Amerikában a kóla. A Guaraná nem egy márkanév; számos cég készít guaranát (Guaraná Antarctica, Guaraná Jesus, Guaraná Pureza stb).
Összetevői: víz, szénsav, guarana mag vagy azzal egyenértékű termék kivonata (minimum 20 mg / 100 ml), cukor vagy édesítőszer, citromsav, koffein, tannin, egyéb adalékanyagok (aroma, színezék, tartósítószer stb).

## Története
A növény termését már az amazóniai indiánok is gyógyszerként használták, és hatásait az európaiak már a 17. században leírták. 1821-ben Alexander von Humboldt, 1826-ban Carl Friedrich Philipp von Martius tanulmányozta, terápiás tulajdonságai pedig Európában is ismertté váltak. Fő lelőhelye a mai Maués község területe volt, de később több más helyen (például Bahia egykori kakaóföldjein) is termeszteni kezdték.
1905-ben Luiz Pereira orvos készített először italt a guarana termésének pépjéből. 1906-ban Santa Mariában kezdték forgalmazni az első ilyen üdítőt, a Guaraná Cyrillát. Az 1920-as években São Luísban megjelent a Guaraná Jesus, amelyet Jesus Norberto Gomes alkotott meg gyógyszer gyanánt (a céget 2001-ben megvásárolta a The Coca-Cola Company). Szintén az 1920-as években alakult meg São Pauloban a Guaraná Antarctica (2002-ben megvásárolta az Ambev).
A 21. század elején a guaraná az üdítőitalok értékesítésének több mint egynegyedét teszi ki Brazíliában.

## Márkák
- Guaraná Conti (Casa Di Conti – Cândido Mota/SP)
- Guaraná Cyrilla
- Guaranita Cibal (Cibal)
- Guaraná Antarctica (Ambev)
- Kuat (The Coca-Cola Company)
- Guaraná Okey Champ (Refrigerantes Okey)
- Guaraná Cotuba (Arco Iris)
- Guaraná Coroa (Refrigerantes Coroa - ES)
- Guaraná Jesus (The Coca-Cola Company)
- Guaraná Pureza (Bebidas Leonardo Sell)
- Guaraná Vencetex (Vencetex)
- Dolly (Dolly)
- Marajá (Refrigerantes Marajá)
- Dydyo (Dydyo)
- Leda (Lençóis Paulista/SP)
- Guaraná Cruzeiro (New Age Bebidas)
- Guaraná Funada
- Guaraná Jahuba
- Guaraná Conquista
- Guaraná Mineirinho
- Guaraná Pakera (Pakera/RJ)
- Guaraná Tobi (Pakera/RJ)
- Guraná Convenção (Refrigerantes Convenção/RJ)
- Guaraná Força (Reflexa/RJ)
- Guaraná XV (Jaú/SP)